# Liste der Biografien/Hj
Liste der Biografien |
Portal Biografien |
Personensuche
# |
A |
B |
C |
D |
E |
F |
G |
H |
I |
J |
K |
L |
M |
N |
O |
P |
Q |
R |
S |
T |
U |
V |
W |
X |
Y |
Z |
?
 
Ha |
Hd |
He |
Hi |
Hj |
Hk |
Hl |
Hm |
Hn |
Ho |
Hr |
Hs |
Ht |
Hu |
Hv |
Hw |
Hy
Die Liste der Biografien führt alle Personen auf, die in der deutschsprachigen Wikipedia einen Artikel haben. Dieses ist eine Teilliste mit 65 Einträgen von Personen, deren Namen mit den Buchstaben „Hj“ beginnt.

## Hj

### Hja
- Hjälm, Michael (* 1963), schwedischer Eishockeyspieler und -trainer
- Hjálmar Jónsson (* 1980), isländischer Fußballspieler
- Hjalmarsson, Niklas (* 1987), schwedischer Eishockeyspieler
- Hjalmarsson, Simon (* 1989), schwedischer Eishockeyspieler
- Hjalmvall, Ulf (* 1955), schwedischer Poolbillardspieler
- Hjärne, Harald (1848–1922), schwedischer Historiker
- Hjärne, Urban (1641–1724), schwedischer Arzt und Naturforscher

### Hje
- Hjejle, Iben (* 1971), dänische SchauspielerinIben Hjejle (* 1971)

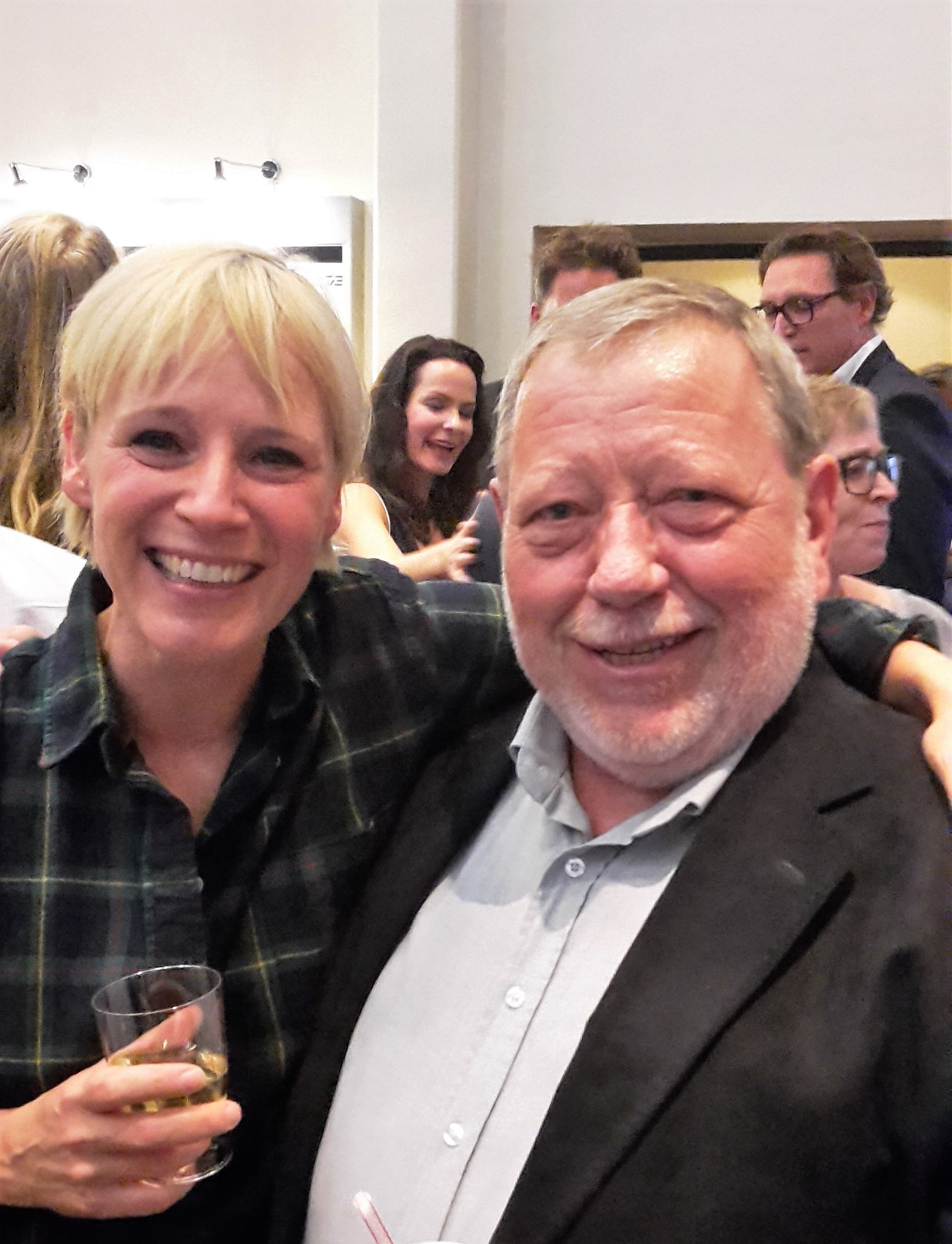
Iben Hjejle (* 1971)

- Hjelde, Leo (* 2003), norwegischer Fußballspieler
- Hjellemo, Ole (1873–1938), norwegischer Komponist
- Hjellman, Olavi (* 1945), finnischer Eisschnellläufer
- Hjelm, Ari (* 1962), finnischer Fußballspieler und -trainer
- Hjelm, Curt (1913–1988), schwedischer Fußballspieler
- Hjelm, Erik (1893–1975), schwedischer Fußballspieler
- Hjelm, Jonne (* 1988), finnischer Fußballspieler
- Hjelm, Peter Jacob (1746–1813), schwedischer Chemiker und Mineraloge
- Hjelm-Wallén, Lena (* 1943), schwedische Politikerin (Socialdemokraterna), Mitglied des Riksdag
- Hjelmer, Moa (* 1990), schwedische Leichtathletin
- Hjelmeset, Lars Agnar (* 2001), norwegischer Skilangläufer
- Hjelmeset, Odd-Bjørn (* 1971), norwegischer Skilangläufer
- Hjelmseth, Ingrid (* 1980), norwegische Fußballspielerin
- Hjelmslev, Johannes (1873–1950), dänischer Mathematiker
- Hjelmslev, Louis (1899–1965), dänischer Linguist und Vertreter des europäischen Strukturalismus
- Hjelmström, Nils (1915–2003), schwedischer Skispringer
- Hjelt, Edvard (1855–1921), finnischer Politiker
- Hjelt, Esko (1914–1941), finnischer Ringer
- Hjeltnes, Guri (* 1953), norwegische Journalistin und Historikerin
- Hjeltnes, Knut (1951–2024), norwegischer Diskuswerfer und Kugelstoßer
- Hjemdal, Silje (* 1984), norwegische Politikerin
- Hjermind, Christian (* 1973), dänischer Handballspieler und -funktionär
- Hjermstad, Reidar (* 1937), norwegischer Skilangläufer
- Hjern, Sofia (* 2002), schwedische Fußballtorhüterin
- Hjernøe, Leif (* 1938), dänischer Romancier
- Hjertén, Sigrid (1885–1948), schwedische Malerin
- Hjetland, Jullie (* 1981), dänische Musikerin und Komponistin zwischen Folk, Jazz und Electronica

### Hjo
- Hjohlman, Jenny (* 1990), schwedische Fußballspielerin
- Hjørnevik, Martine (* 2001), norwegische Hürdenläuferin
- Hjort Ditlevsen, Sara (* 1988), dänische Schauspielerin
- Hjort Sørensen, Birgitte (* 1982), dänische SchauspielerinBirgitte Hjort Sørensen (* 1982)

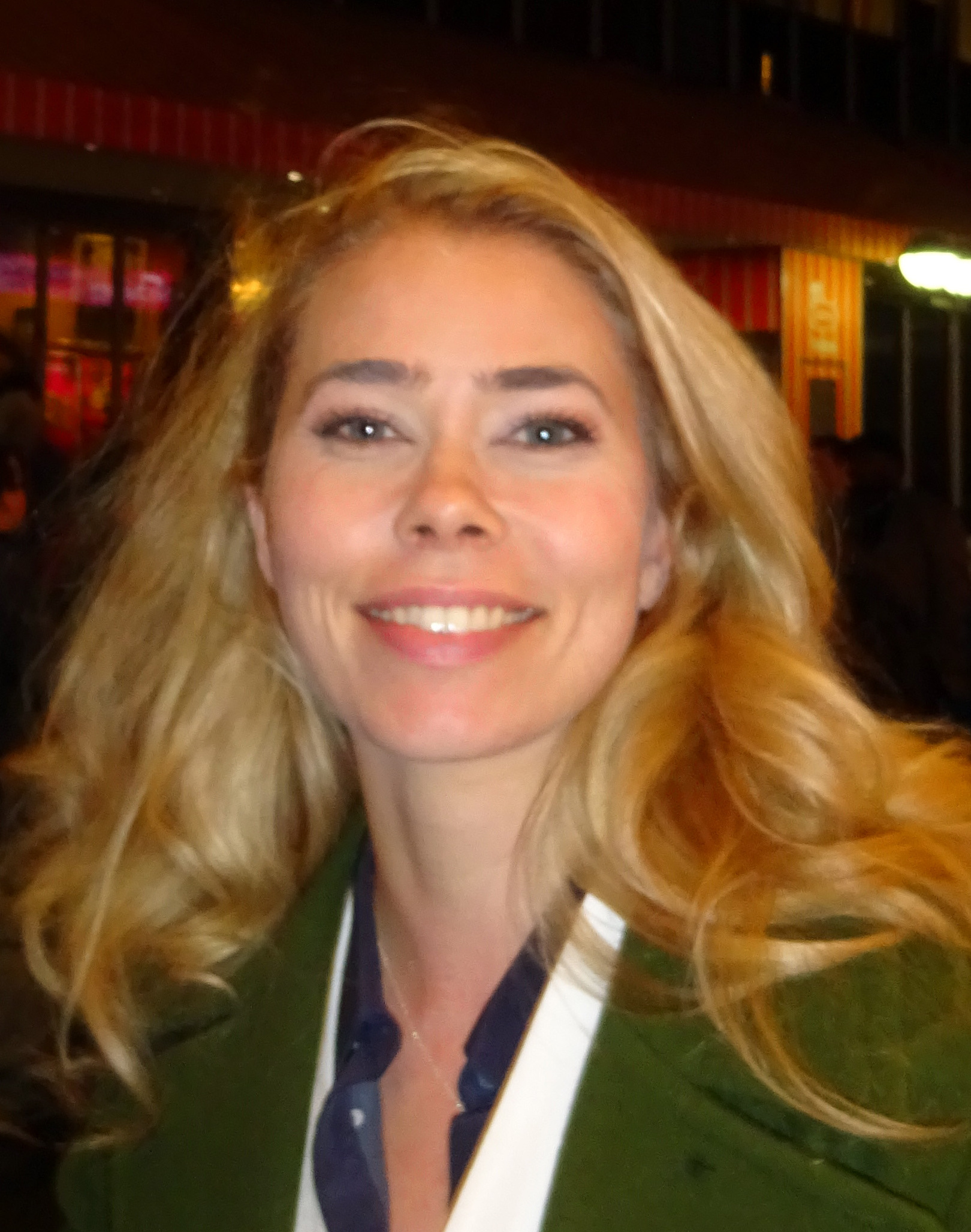
Birgitte Hjort Sørensen (* 1982)

- Hjort, Ann (* 1956), dänische Schauspielerin
- Hjort, Johan (1869–1948), norwegischer Zoologe (Meeresbiologie)
- Hjortbøl, Bengt (* 1933), dänischer Radrennfahrer
- Hjorth, Gregory (1963–2011), australischer Logiker
- Hjorth, Magnus (* 1983), schwedischer Jazzmusiker (Piano, Komposition)
- Hjorth, Michael (* 1963), schwedischer Drehbuchautor, Schriftsteller und Produzent
- Hjorth, Per (* 1968), dänischer Basketballspieler und -trainer
- Hjorth, Søren (1801–1870), dänischer Eisenbahningenieur und Erfinder
- Hjorth, Vigdis (* 1959), norwegische Schriftstellerin
- Hjorting, Sara (* 1986), schwedische Unihockeyspielerin
- Hjortnæs, Karl (* 1934), dänischer Politiker (Socialdemokraterne), Mitglied des Folketing
- Hjortø, Knud (1869–1931), dänischer Schriftsteller
- Hjortsberg, William (1941–2017), US-amerikanischer Schriftsteller und Drehbuchautor
- Hjörtur Hermannsson (* 1995), isländischer Fußballspieler
- Hjörvar Steinn Grétarsson (* 1993), isländischer Schachspieler

### Hju
- Hjukström, Edor (1916–2002), schwedischer Offizier und Skisportler
- Hjuler, Kommissar (* 1967), deutscher Künstler
- Hjulian, Julius (1903–1974), schwedisch-US-amerikanischer Fußballtorwart
- Hjulmand, Kasper (* 1972), dänischer Fußballtrainer
- Hjulmand, Louis (1932–2008), dänischer Jazzmusiker (Vibraphon)
- Hjulmand, Mads (* 1982), dänischer SchauspielerMads Hjulmand (* 1982)

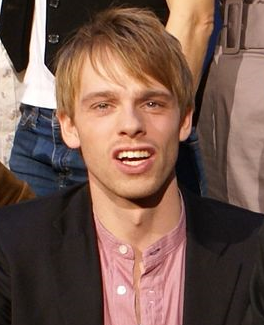
Mads Hjulmand (* 1982)

- Hjulmand, Morten (* 1999), dänischer Fußballspieler
- Hjulsager, Andrew (* 1995), dänischer Fußballspieler
- Hjulström, Filip (1902–1982), schwedischer Geograph und Geomorphologe
- Hjulström, Lennart (1938–2022), schwedischer Regisseur und Schauspieler
- Hjusnunz, Rudik (* 1963), armenischer Politiker